# 소양도서관
소양도서관은 강원특별자치도 춘천시 후평동 소재의 도서관으로 춘천시립도서관의 분관이다.

## 연혁
- 2001년 5월 11일 소양정보도서관 개관. (후평동 198-58)
- 2001년 7월 3일 바로북닷컴과 DB교류 협력 조인식.
- 2013년 1월 31일 소양도서관으로 명칭 변경.

## 시설현황
- 2층: 종합자료실, 시청각실
- 1층: 사무실, 어린이실
- 지하1층: 영상자료실

## 이용 안내
이용시설
- 어린이실, 종합자료실의 자료, 영상자료실의 DVD영상자료, 인터넷이용(6석)

이용시간
- 평일 09:00 ∼18:00 / 토,일요일 09:00 ∼18:00
- 월요일, 공휴일이나 도서관이 지정하는 날에는 휴관